# Гагарин, Пётр Петрович (Герой Советского Союза)
Пётр Петрович Гагарин (20 января 1909, Старый Город, Темниковский уезд, Тамбовская губерния — 16 апреля 1962, Старый Город, Темниковский район, Мордовская АССР) — советский военнослужащий. Участник Великой Отечественной войны. Герой Советского Союза (1945). Младший сержант.

## Биография
Пётр Петрович Гагарин родился в 1909 году в селе Старый Город Темниковского уезда Тамбовской губернии (ныне — село Темниковского района Республики Мордовия) в крестьянской семье. Мордвин. Образование начальное. Работал в личном крестьянском хозяйстве. Затем был раскулачен, так как имел дранку (мельницу), и не был сослан только по тому, что имел ещё грудного ребёнка. Из дома семью официально выселили, и Гагариным пришлось снимать угол в собственном доме. Когда всё улеглось, Пётр Петрович вступил в колхоз, где работал до призыва на военную службу.
В ряды Рабоче-крестьянской Красной Армии П. П. Гагарин был призван Темниковским райвоенкоматом Мордовской АССР 24 июня 1941 года. В боях с немецко-фашистскими захватчиками рядовой П. П. Гагарин с февраля 1942 года на Карельском фронте в составе 31-го отдельного инженерного батальона 32-й армии. 22 февраля 1942 года Пётр Петрович был ранен, но быстро вернулся в строй. В октябре 1942 года сапёрный батальон был выведен на переформирование под Архангельск и вошёл в состав 51-й инженерно-сапёрной бригады, а красноармейца Гагарина перевели во 2-ю роту 4-го инженерно-сапёрного батальона. С марта 1943 года Пётр Петрович на Юго-Западном фронте, где сапёры бригады выполняли инженерные задачи в интересах различных подразделений: строили укрепления, создавали заграждения, минировали местность, проделывали проходы в минных полях противника, обеспечивали преодоление его инженерных заграждений.
С октября по декабрь 1943 года 51-я бригада в составе 1-й гвардейской армии участвовала в Донбасской наступательной операции, в ходе которой 6 сентября 1943 года Пётр Петрович был тяжело ранен. В свою часть, воевавшую в составе 3-й гвардейской армии 3-го Украинского фронта, он вернулся в декабре 1943 года. В конце января — феврале 1944 года красноармеец П. П. Гагарин участвовал в Никопольско-Криворожской операции. Затем в составе 46-й армии освобождал Правобережную Украину в ходе Березнеговато-Снигиревской и Одесской операций. При форсировании Южного Буга под огнём противника красноармеец П. П. Гагарин сделал 22 рейса, переправив на правый берег реки 162 бойца. При форсировании Днестровского лимана в ночь с 21 на 22 августа 1944 года южнее города Аккермана (ныне город Белгород-Днестровский Одесской области Украины) Пётр Петрович осуществил переправу стрелковых подразделений, проделал два прохода в проволочном заграждении противника, после чего вместе с пехотой принимал участие в штурме немецких позиций.
В августе-сентябре 1944 года красноармеец П. П. Гагарин участвовал в Ясско-Кишиневской операции, освобождении от фашизма Румынии и Болгарии. С 20 сентября 46-я армия была подчинена 2-му Украинскому фронту и принимала участие в Дебреценской операции. В октябре 1944 года началась Будапештская операция, в ходе которой войска 2-го Украинского фронта, преодолевая упорное сопротивление противника, в начале декабря 1944 года вышли к Дунаю. Подразделениям 46-й армии предстояло форсировать реку у венгерского городка Эрчи в 20 километрах южнее Будапешта. В ночь с 4 на 5 декабря 1944 года под сильным огнём противника расчёт рядового Гагарина первым отчалил от левого берега Дуная с десантниками на борту, показав пример остальным десантным группам. Лодка Петра Петровича первой достигла левого берега. Высадив десант, красноармеец Гагарин со своим расчётом принимал участие в бою за закрепление плацдарма. После высадки всех десантных групп сапёры стали возвращаться обратно, однако лодка Гагарина была потоплена, а два бойца его расчёта ранены. Петру Петровичу удалось спасти обоих своих товарищей, после чего в составе другого расчёта он продолжил переброску стрелковых подразделений через Дунай, сделав за ночь 18 рейсов и переправив 380 человек, 25 пулемётов и 17 миномётов с расчётами и боеприпасами.
24 марта 1945 красноармейцу Гагарину Петру Петровичу указом Президиума Верховного Совета СССР было присвоено звание Героя Советского Союза. В последующем Пётр Петрович участвовал в Венской и Пражской операциях. Боевой путь закончил 11 мая 1945 года в Чехословакии у города Ческе-Будеёвице. Демобилизовался П. П. Гагарин в сентябре 1945 года в звании младшего сержанта. Вернулся в родную деревню, работал в колхозе. 15 апреля 1962 года Пётр Петрович скончался. Похоронен в селе Старый Город.

## Награды
- Медаль «Золотая Звезда» (24.03.1945);
- орден Ленина (24.03.1945);
- орден Красной Звезды (05.04.1944);
- орден Славы 3 степени (05.10.1944);
- медали, в том числе:

медаль «За боевые заслуги» (21.02.1943).

## Память
- Именем Героя Советского Союза П. П. Гагарина названа улица в селе Старый Город Республики Мордовия.

## Документы
- Общедоступный электронный банк документов «Подвиг Народа в Великой Отечественной войне 1941—1945 гг.» Архивировано 13 марта 2012 года.

Представление к званию Героя Советского Союза и указ ПВС СССР о присвоении звания. Архивировано 10 мая 2012 года.
Орден Красной Звезды (наградной лист и приказ о награждении). Архивировано 10 мая 2012 года.
Орден Славы 3-й степени (наградной лист и приказ о награждении). Архивировано 10 мая 2012 года.
Медаль «За боевые заслуги» (наградной лист и приказ о награждении). Архивировано 10 мая 2012 года.